# Linia kolejowa Osipowicze – Mińsk Osobowy
Linia kolejowa Osipowicze – Mińsk Osobowy – linia kolejowa na Białorusi łącząca stację Osipowicze I ze stacją Mińsk Osobowy. Fragment linii Homel - Żłobin - Osipowicze - Mińsk
Linia położona jest w obwodach mohylewskim i mińskim oraz w mieście Mińsk.
Linia na całej długości jest zelektryfikowana oraz dwutorowa.

## Historia
Linia została zbudowana w XIX w. jako część Kolei Libawsko-Romieńskiej. Początkowo leżała w Imperium Rosyjskim, w latach 1919 – 1920 przejściowo pod zwierzchnictwem polskim, następnie do 1991 w Związku Sowieckim. Od 1991 położona jest na Białorusi.
Linia została zelektryfikowana etapami na początku lat 70. XX w.:
- 31 grudnia 1970 odcinek Mińsk - Puchowicze
- 28 listopada 1971 odcinek Puchowicze - Talka
- 3 listopada 1972 odcinek Talka - Osipowicze I